# Bakary Soumaré
Bakary Soumaré (Bamako, 9 novembre 1985) è un ex calciatore maliano, di ruolo difensore.

## Palmarès

### Individuale
- MLS Best XI: 1

2008